# Jaroslav Peška
Jaroslav Peška (* 14. dubna 1960, Znojmo) je český archeolog a vysokoškolský pedagog. V roce 2003 se stal ředitelem Archeologického centra Olomouc. Taktéž působí na Katedře historie Filozofické fakulty UP Olomouc od roku 2007. Zabývá se obdobím pozdního eneolitu (kultura se šňůrovými a zvoncovitými poháry), starší doby bronzové a částečně dobou římskou.

## Studium a působení ve vědeckých institucích
Vystudoval v letech 1979–1983 na Filozofické fakultě univerzity Komenského v Bratislavě obor archeologie, který zakončil obhajobou diplomové práce s názvem Oblast východní Moravy na konci eneolitu a ve starší době bronzové. V roce 1986 získal titul PhDr. a v roce 2009 titul Ph.D.
Od roku 1983 do roku 1993 působil v Regionálním muzeu v Mikulově na pozici archeologa. V letech 1993–1995 byl zaměstnán v Památkovém ústavu v Olomouci. Následně se stal ředitelem Ústavu archeologické památkové péče v Olomouci (1995–1998). Po ročním působení na pozici ředitele Vlastivědného muzea v Olomouci se ujal vedení Archeologického centra Vlastivědného muzea v Olomouci od roku 2000 do roku 2002. Po vzniku samostatného Archeologického centra v Olomouci zůstal nadále v jeho vedení.

## Významné archeologické nálezy
Jaroslav Peška se v roce 1999 zasloužil o objev mohelnického monoxylu, nejstaršího exempláře lodě vydlabané z jednoho kusu dřeva nalezeného na území České republiky.